# Kabupaten Poso (kabupaten i Indonesien)
Kabupaten Poso är ett kabupaten i Indonesien.   Det ligger i provinsen Sulawesi Tengah, i den centrala delen av landet, 1 600 km öster om huvudstaden Jakarta. Antalet invånare är 209 228.